# Konsert & Kongress Linköping

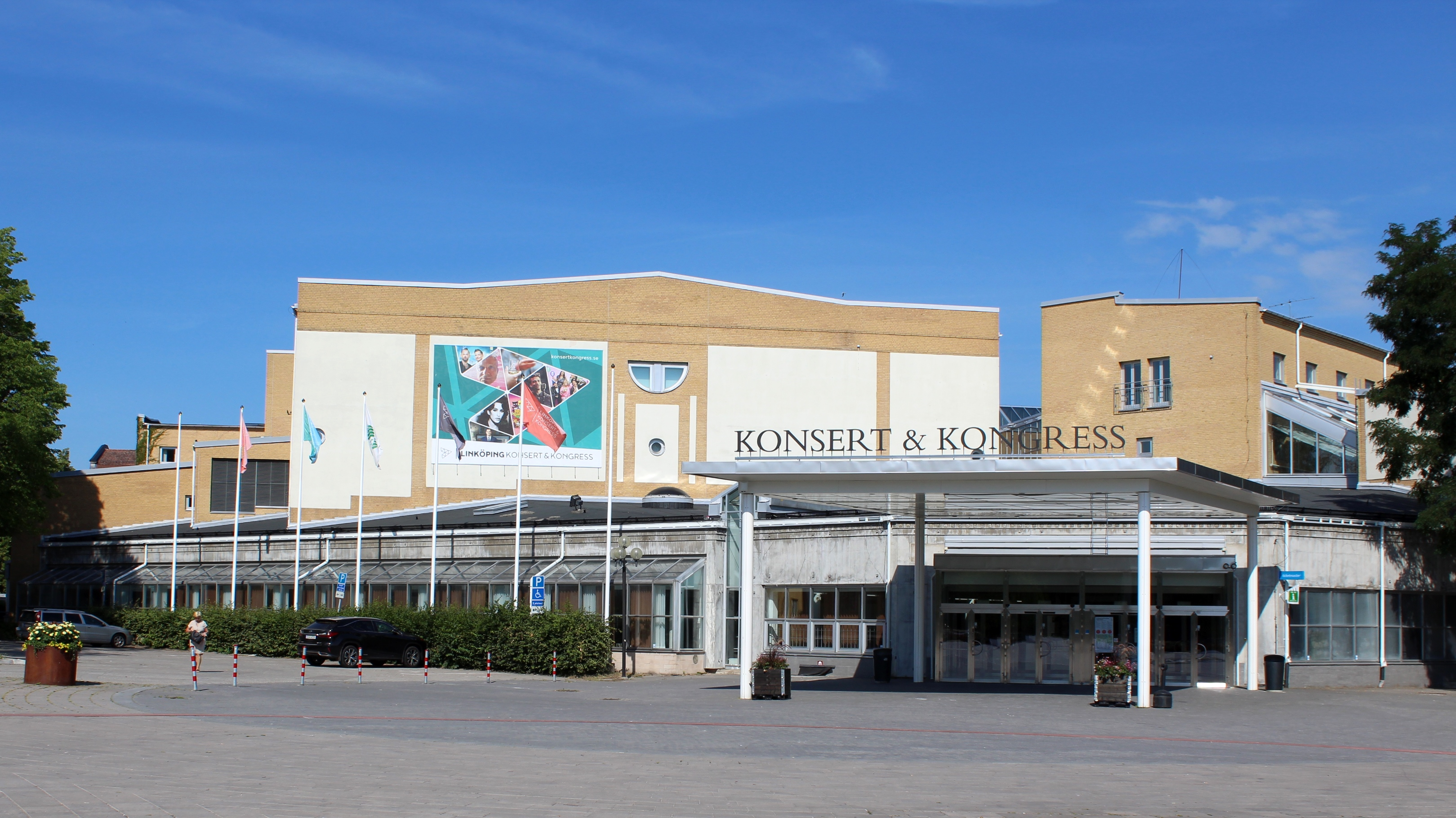
Konsert & Kongress Linköping.jpg

Konsert & Kongress Linköping är en konsert- och kongressbyggnad i Linköping som stod färdig 1987. Huset byggdes först som ett Folkets Hus och drevs av den lokala Folkets Husföreningen. Därigenom fick man ta del av statliga byggnadsbidrag till offentliga samlingslokaler. Byggnaden övergick sedan efter ett antal år i kommunal ägo. Huset uppfördes av byggnadsfirman Anders Diös.
I huset finns Crusellhallen, uppkallad efter Bernhard Crusell, som rymmer 1 200 personer, samt en mängd biutrymmen och mindre lokaler. I samma hus finns Linköpings kulturskola och Östgötamusiken.
Crusellhallen är hemmaarena för Östgöta blåsarsymfoniker, Linköpings symfoniorkester och flera av stadens körer som Linköpings Studentsångare, Ad Libitum, m.fl. Norrköpings Symfoniorkester ger regelbundet konserter där.
I Crusellhallen äger Linköpings universitets doktorspromotioner och professorsinstallationer samt universitetets Akademiska festkonserter rum.